# Belonefobia
La belonefobia (dal greco βελόνη, «ago») o tripanofobia (dal greco τρύπανον, «trapano») è un tipo di fobia, consistente nella paura nei confronti di aghi – chiamata in questo caso specifico aicmofobia (dal greco αἰχμή, «punta di lancia o di freccia») –, spilli, siringhe, coltelli, seghe, pezzi di vetro, ecc., ovvero qualsiasi tipo di oggetto che possa provocare sanguinamento (è associata quindi anche all'emofobia).

## Sintomi
I sintomi variano dal semplice sudore sino allo svenimento alla vista di aghi o altri oggetti acuminati.

## Incidenza
Si tratta di una patologia molto diffusa: si calcola infatti che ne soffra, in misura anche minima, circa il 10% della popolazione mondiale.